# Tratado de Wereloe

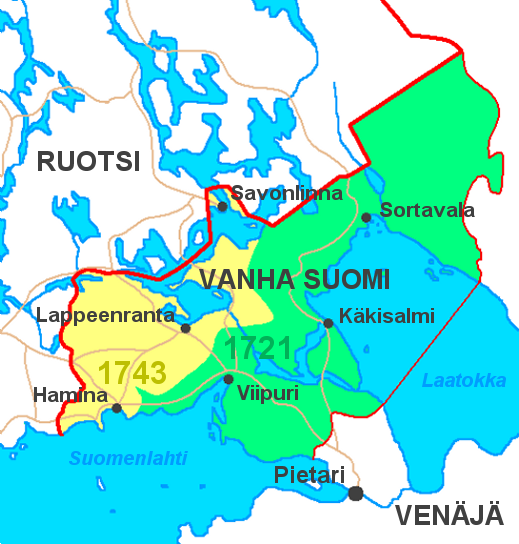
Mapa da Antiga Finlândia (1721/1743–1812)

O Tratado de Värälä (às vezes conhecido como Tratado de Wereloe) foi assinado em Värälä, município de Elimäki, Finlândia, entre a Rússia (representada por Otto Heinrich Igelström) e a Suécia (representada por Gustaf Mauritz Armfelt). Foi assinado em 14 de agosto de 1790 e concluiu a Guerra Russo-Sueca. O tratado confirmava o status quo ante bellum com relação às fronteiras; no entanto, o direito da Rússia de interferir nos assuntos internos suecos do Tratado de Nystad foi expressamente revogado. As disposições do anterior Tratado de Abo foram basicamente confirmadas.
Um ano depois, em 19 de outubro de 1791, foi assinada em Estocolmo uma convenção, pela qual os países se comprometiam a auxiliar-se mutuamente em caso de ataque estrangeiro. O tratado antecipou a Primeira Coalizão ao ser dirigida contra a França Revolucionária. Catarina se comprometeu a pagar a seu novo aliado subsídios anuais no valor de 300 000 rublos. Gustavo III da Suécia havia enviado a sua prima, Catarina II da Rússia, uma carta na qual ele implorava a ela para "esquecer a guerra como uma nuvem passageira" e invocava seu sangue comum como sua reivindicação de desfrutar de amizade com seu primo.